# Джеймс Маслоу
Вижте пояснителната страница за други личности с името Маслоу.
Джеймс Дейвид Маслоу (на английски: James Maslow) е американски телевизионен актьор, танцьор и певец. Известен е най-вече с ролята си на Джеймс Даймънд в сериала Big Time Rush („Шеметен бяг“) и е член на момчешката група „Биг Тайм Ръш“.